# Лацці
Лаці (італ. lazzi, — жарти, буфонади) — термін комедії дель арте, вставні буфонні трюки комічних персонажів, що не мають принципової ролі у розвитку сюжету, але додатково характеризують персонажів, і викликають зухвалий сміх у публіки.
Споконвічно, лаці — невеликі імпровізовані сценки, що вставляють у сценарій, засновані на кривлянні, гримасах або складних акробатичних трюках; лаці можуть бути мімічними або заснованими на тексті (на грі слів, на політичних або сексуальних алюзіях).
У французькому театрі XVII ст. (у Маріво та Мольєра), а також в італійському театрі XVIII ст. (у Гольдоні) лаці включаються в текст і сполучають у собі діалог, жест і пластику.
З появою кінематографа лаці стали обов'язковим атрибутом німих фільмів-комедій (Чарлі Чаплін, Бастер Кітон, Гарольд Ллойд, Брати Маркс та ін.)